# Jaguares FC
Jaguares Fútbol Club – meksykański klub piłkarski z siedzibą w mieście Tuxtla Gutiérrez, stolicy stanu Chiapas. Obecnie występuje na pierwszym szczeblu rozgrywek – Liga MX. Domowe mecze rozgrywa na obiekcie Estadio Víctor Manuel Reyna.

## Historia
Klub powstał za sprawą firmy Grupo Pegaso, która na koniec sezonu 2001/2002 ligi meksykańskiej posiadała licencje trzech drużyn występujących w najwyższej klasie rozgrywkowej – Atlante FC oraz dwóch wiosną 2002 równolegle do siebie istniejących klubów o nazwie CD Veracruz, z których pierwszy (grający w pierwszej lidze i często nazywany Irapuato-Veracruz) powstał w grudniu 2001 po zmianie nazwy i przeniesieniu licencji drużyny CD Irapuato, a drugi występował w drugiej lidze, po sezonie 2001/2002 awansując do pierwszej ligi. W tej sytuacji zarząd Grupo Pegaso w porozumieniu z władzami stanu Chiapas na licencji "pierwszoligowego" Veracruz założył nową ekipę o nazwie Jaguares de Chiapas z siedzibą w mieście Tuxtla Gutiérrez, w celu propagowania futbolu w południowo-wschodniej części kraju. Nowy klub został oficjalnie zaprezentowany 27 czerwca 2002 przez Alejandro Burillo, prezesa Grupo Pegaso, oraz Pablo Salazara Mediguchíę, gubernatora stanu Chiapas.
Od razu po powstaniu zespół Jaguares przystąpił do rozgrywek meksykańskiej Primera División, debiutując w niej 3 sierpnia 2002 przegranym 1:3 domowym spotkaniem z Tigres UANL. Premierową bramkę w dziejach drużyny strzelił Lucio Filomeno. Mecz ten był rozgrywany jeszcze na stołecznym Estadio Azul, gdyż dopiero kilka dni później drużyna dostała formalne pozwolenie na występy na obiekcie Estadio Víctor Manuel Reyna w Tuxtla Gutiérrez. Pierwsze w historii klubu zwycięstwo zawodnicy prowadzeni wówczas przez argentyńskiego szkoleniowca Salvadora Capitano odnieśli 24 sierpnia 2002 w wygranej 1:0 po bramce Filomeno wyjazdowej konfrontacji z San Luis. Na koniec swojego debiutanckiego sezonu Apertura 2002 drużyna Jaguares zajęła dopiero przedostatnie, dziewiętnaste miejsce w tabeli.
Po raz pierwszy do ligowej fazy play-off zespół zakwalifikował się za kadencji trenera José Luisa Trejo, podczas wiosennego sezonu Clausura 2004 poprzez zajęcie pierwszego miejsca w sumarycznej tabeli. Mimo udanego regularnego sezonu (tylko jedna porażka w dziewiętnastu meczach) Jaguares odpadli z decydujących o mistrzostwie kraju play-offów już w ćwierćfinale. Zakupiony przed tymi rozgrywkami paragwajski napastnik Salvador Cabañas szybko został jedną z największych gwiazd ligi meksykańskiej, podczas rozgrywek Clausura 2006 w barwach Jaguares został królem strzelców Primera División, a ogółem w latach 2003–2006 zdobył dla drużyny 61 bramek, dzięki czemu do dziś pozostaje najskuteczniejszym piłkarzem w historii klubu.
W połowie 2010 roku przedsiębiorstwo Grupo Salinas odkupiło klub od stanu Chiapas za sumę 25 milionów dolarów. Wraz ze zmianą właściciela modyfikacji uległo również logo zespołu, a nowym trenerem został José Guadalupe Cruz. W 2011 roku awansował on z Jaguares do pierwszego w dziejach drużyny występu w międzynarodowych rozgrywkach klubowych, turnieju Copa Libertadores. Piłkarze z Tuxtla Gutiérrez, których czołowym zawodnikiem był wówczas kolumbijski napastnik Jackson Martínez, po zwycięstwie w dwumeczu rundy wstępnej z peruwiańską Alianzą Lima trafili do grupy z boliwijskim Jorge Wilstermann, brazylijskim Internacionalem i ekwadorskim Emelekiem. Po awansie z drugiego miejsca w grupie podopieczni Cruza wyeliminowali kolumbijski Atlético Junior, a w ćwierćfinale odpadli po dwumeczu z paragwajskim Cerro Porteño.
W maju 2013 klub został sprzedany zarządzanej przez Amado Yáñeza firmie Grupo Delfines ze względu na ograniczenie finansowania zespołu przez władze stanowe, niską frekwencję (około 12 000 widzów na mecz) i słabe wyniki osiągane przez drużynę. Yáñez przekazał licencję zespołu z Chiapas spadkowiczowi z pierwszej ligi, ekipie Querétaro FC, która dzięki temu utrzymała się w najwyższej klasie rozgrywkowej, zaś klub Jaguares przestał istnieć. Kilka dni później biznesmen Carlos López Chargoy, właściciel drużyny San Luis FC, przeniósł jednak licencję swojej ekipy do Tuxtla Gutiérrez, zmieniając jej nazwę na Chiapas Fútbol Club. Nowy klub stał się kontynuatorem tradycji Jaguares de Chiapas, przejmując po nim stadion, natomiast zmienił swoje barwy (z pomarańczowych na zielone) i herb.

## Aktualny skład
Stan na 1 lutego 2017.
| Nr | Poz. | Piłkarz             |
| -- | ---- | ------------------- |
| 1  | BR   | Federico Crivelli   |
| 2  | OB   | Brayan Angulo       |
| 3  | OB   | William Paredes     |
| 4  | OB   | Luis Venegas        |
| 5  | OB   | Guillermo Rodríguez |
| 6  | PO   | Christian Bermúdez  |
| 7  | NA   | Luis Ángel Mendoza  |
| 8  | PO   | Diego de la Torre   |
| 9  | NA   | Enrique Esqueda     |
| 10 | NA   | Jonathan Fabbro     |
| 11 | PO   | Franco Arizala      |
| 12 | PO   | Luis Miño           |
| 13 | BR   | Jorge Villalpando   |
| 14 | PO   | Wilder Guisao       |
| 15 | OB   | Bruno Pires         |
| 16 | PO   | José Hibert Ruiz    |
| 17 | PO   | Alonso Escoboza     |

| Nr | Poz. | Piłkarz                |
| -- | ---- | ---------------------- |
| 18 | PO   | Dieter Villalpando     |
| 19 | PO   | Félix Micolta          |
| 20 | OB   | Félix Araujo (kapitan) |
| 21 | BR   | Leonardo Burián        |
| 22 | PO   | Matheus                |
| 23 | BR   | Moisés Muñoz           |
| 24 | OB   | Juan Patiño            |
| 27 | OB   | Julio Nava             |
| 28 | PO   | Lucas Silva            |
| 29 | NA   | Derley                 |
| 30 | NA   | Alejandro Durán        |
| 31 | OB   | Franco Flores          |
| 32 | PO   | Marcelo Estigarribia   |
| 33 | OB   | Diego                  |
| 34 | OB   | Aquivaldo Mosquera     |
| 35 | NA   | Luís Leal              |

## Trenerzy
| 1.  | Salvador Capitano      | Argentyna | sierpień 2002    | październik 2002 | 12  | 2   | 4   | 6   | 17% |  |  |
| 2.  | Jorge Garcés           | Chile     | październik 2002 | marzec 2003      | 16  | 3   | 5   | 8   | 19% |  |  |
| 3.  | Sergio Bueno           | Meksyk    | marzec 2003      | maj 2003         | 10  | 3   | 2   | 5   | 30% |  |  |
| 4.  | José Luis Trejo        | Meksyk    | lipiec 2003      | luty 2005        | 66  | 24  | 22  | 20  | 36% |  |  |
| 5.  | Antonio Mohamed        | Argentyna | luty 2005        | kwiecień 2005    | 6   | 1   | 2   | 3   | 17% |  |  |
| 6.  | Fernando Quirarte      | Meksyk    | kwiecień 2005    | wrzesień 2005    | 13  | 4   | 4   | 5   | 31% |  |  |
| 7.  | Luis Fernando Tena     | Meksyk    | wrzesień 2005    | maj 2006         | 29  | 15  | 7   | 7   | 52% |  |  |
| 8.  | Eduardo de la Torre    | Meksyk    | maj 2006         | luty 2007        | 28  | 9   | 7   | 12  | 32% |  |  |
| 9.  | Víctor Manuel Vucetich | Meksyk    | luty 2007        | wrzesień 2007    | 19  | 5   | 6   | 8   | 26% |  |  |
| 10. | René Isidoro García    | Meksyk    | wrzesień 2007    | luty 2008        | 16  | 3   | 9   | 4   | 19% |  |  |
| 11. | Sergio Almaguer        | Meksyk    | luty 2008        | październik 2008 | 23  | 9   | 4   | 10  | 39% |  |  |
| –   | Francisco Avilán       | Meksyk    | październik 2008 | listopad 2008    | 7   | 3   | 1   | 3   | 43% |  |  |
| 12. | Miguel Ángel Brindisi  | Argentyna | grudzień 2008    | maj 2009         | 16  | 5   | 5   | 6   | 31% |  |  |
| –   | Marco Antonio Ruiz     | Meksyk    | maj 2009         | maj 2009         | 2   | 0   | 1   | 1   | 0%  |  |  |
| 13. | Luis Fernando Tena (2) | Meksyk    | lipiec 2009      | luty 2010        | 28  | 5   | 10  | 13  | 18% |  |  |
| –   | Juan Manuel Álvarez    | Meksyk    | luty 2010        | luty 2010        | 1   | 0   | 0   | 1   | 0%  |  |  |
| 14. | Pablo Marini           | Argentyna | luty 2010        | kwiecień 2010    | 12  | 4   | 5   | 3   | 33% |  |  |
| 15. | José Guadalupe Cruz    | Meksyk    | maj 2010         | maj 2013         | 133 | 44  | 36  | 53  | 33% |  |  |
| 16. | Sergio Bueno (2)       | Meksyk    | czerwiec 2013    | maj 2015         | 96  | 33  | 31  | 32  | 34% |  |  |
| 17. | Ricardo La Volpe       | Argentyna | maj 2015         | czerwiec 2016    | 48  | 13  | 12  | 23  | 27% |  |  |
| 18. | José Cardozo           | Paragwaj  | czerwiec 2016    | wrzesień 2016    | 13  | 2   | 4   | 7   | 15% |  |  |
| 19. | Sergio Bueno (3)       | Meksyk    | wrzesień 2016    | nadal            | 32  | 9   | 7   | 16  | 28% |  |  |
|     |                        |           |                  |                  | 626 | 196 | 184 | 246 | 31% |  |  |

W nawiasie podano, który raz trener prowadził klub.

Kursywą wyróżniono trenerów tymczasowych.

(Stan na 1 lipca 2017)

## Rekordy piłkarzy
| #   | Zawodnik                | Narodowość | Lata                | Występy | . | Szczegóły | Szczegóły | Szczegóły |
| #   | Zawodnik                | Narodowość | Lata                | Występy | . | L         | P         | M         |
| --- | ----------------------- | ---------- | ------------------- | ------- | - | --------- | --------- | --------- |
| 1.  | Ismael Fuentes          | Chile      | 2005–2008 2010–2012 | 190     | . | 175       | 6         | 9         |
| 2.  | José de Jesús Gutiérrez | Meksyk     | 2003–2008           | 167     | . | 161       | 6         | 0         |
| 3.  | Óscar Razo              | Meksyk     | 2007–2011           | 154     | . | 140       | 3         | 11        |
| 4.  | Omar Ortiz              | Meksyk     | 2003–2007           | 152     | . | 144       | 8         | 0         |
| 5.  | Felipe de Jesús Ayala   | Meksyk     | 2002–2004 2005–2007 | 149     | . | 146       | 3         | 0         |
| 6.  | Gilberto Mora           | Meksyk     | 2002–2007           | 124     | . | 120       | 4         | 0         |
| 7.  | Edgar Hernández         | Meksyk     | 2007–2010 2011–2013 | 122     | . | 117       | 5         | 0         |
| 8.  | Christian Valdéz        | Meksyk     | 2009–2011           | 119     | . | 106       | 3         | 10        |
| 9.  | Edgar Andrade           | Meksyk     | 2010–2013           | 116     | . | 103       | 6         | 7         |
| 10. | Melvin Brown            | Meksyk     | 2004–2007           | 115     | . | 108       | 7         | 0         |

| #   | Zawodnik         | Narodowość | Lata                      | Gole | . | Szczegóły | Szczegóły | Szczegóły |
| #   | Zawodnik         | Narodowość | Lata                      | Gole | . | L         | P         | M         |
| --- | ---------------- | ---------- | ------------------------- | ---- | - | --------- | --------- | --------- |
| 1.  | Salvador Cabañas | Paragwaj   | 2003–2006                 | 61   | . | 59        | 2         | 0         |
| 2.  | Carlos Ochoa     | Meksyk     | 2004–2006 2010 2013–2014  | 40   | . | 40        | 0         | 0         |
| 3.  | Jackson Martínez | Kolumbia   | 2010–2012                 | 36   | . | 33        | 0         | 3         |
| 4.  | Luis Gabriel Rey | Kolumbia   | 2011–2013                 | 34   | . | 34        | 0         | 0         |
| 5.  | Adolfo Bautista  | Meksyk     | 2007–2009                 | 22   | . | 22        | 0         | 0         |
| 6.  | Itamar           | Brazylia   | 2008–2009                 | 21   | . | 21        | 0         | 0         |
| 6.  | Silvio Romero    | Argentyna  | 2015–2016                 | 21   | . | 19        | 2         | 0         |
| 8.  | Avilés Hurtado   | Kolumbia   | 2013–2014 2015–2016       | 20   | . | 20        | 0         | 0         |
| 9.  | Danilinho        | Brazylia   | 2008–2010 2016            | 18   | . | 18        | 0         | 0         |
| 10. | Franco Arizala   | Kolumbia   | 2011–2013 2014–2015 2017– | 17   | . | 16        | 1         | 0         |

Zestawienie piłkarzy, którzy zanotowali najwięcej występów i zdobyli najwięcej goli we wszystkich meczach dla klubu.

Legenda:
- L – liga
- P – puchar kraju
- M – rozgrywki międzynarodowe

Pogrubioną czcionką zostali zaznaczeni zawodnicy, którzy kontynuują karierę piłkarską w Chiapas.

(Stan na 1 lipca 2017)